# Prunella (Melito di Porto Salvo)
Prunella è una piccola frazione di circa 800 abitanti situata nel comune di Melito di Porto Salvo, in provincia di Reggio Calabria. Un tempo, la frazione apparteneva al comune San Lorenzo, insieme all'abitato di San Pantaleone (San PantaLeo) e San Lorenzo Marina (SartoLaVecchia). Nel dopoguerra passò definitivamente, vista la vicinanza, al comune di Melito di Porto Salvo.
L'etimologia del nome non è sicura, ma sembra derivi dalle grandi piantagioni di alberi di Prugne, che un tempo abbondavano nei terreni circostanti al paese.
La frazione si divide in tre abitati: Prunella Superiore (Supra Casi), Prunella Media (Menzu Casi) e Prunella Inferiore (Jusi Casi).
Prunella Superiore (Supra Casi), la più elevata delle tre nonché la più estesa, si sviluppa a nord; l'edificio più importante è la chiesa dedicata a Giovanni Battista.
Prunella Media (Menzu Casi) si estende al centro del paese; il luogo religioso di maggiore importanza è la chiesa dell'Addolorata.
Prunella Inferiore (Jusi Casi) è formata da poche case, per lo più popolari; è situata a sud e si sviluppa attorno alla piccola piazzetta principale dello stesso abitato.

## Il Ponte
Per visitare Prunella bisogna attraversare un ponte a 5 arcate, che attraversa il torrente (fiumara) Tuccio: fu costruito nel 1924 durante il fascismo ed è il simbolo in tutto il mondo del paese di Prunella. Nella prima arcata del ponte, vi è una targa in calcestruzzo, che ricorda la data di costruzione e le vite dei numerosi operai sacrificate per costruire tale opera maestosa.

## Festività ed Eventi
Il 24 giugno, Prunella celebra la festa in onore del patrono San Giovanni Battista. La processione del pomeriggio, che segue la statua di San Giovanni con un agnello, attraversa tutto il paese e si ritira verso la sera nella chiesa omonima, a Prunella Superiore. La sera della festa continuano i festeggiamenti civili, che si tengono generalmente nella piazza antistante la chiesa ed hanno come protagonisti gruppi folkloristici locali e vari gruppi musicali giovanili, mentre le bancarelle affollano le strade del paesino.
Nel mese di agosto, sempre a Prunella Superiore si tiene inoltre la Festa dell'Emigrato, in ricordo di tutti i prunellesi emigrati negli anni precedenti verso il Nord Italia, l'Europa e l'America. Negli ultimi anni la festa è spesso accompagnata dalla sagra della Crispella (con degustazione gratuita di crispelle con sarde o würstel). Durante questo periodo, la sera il paese è animato da giochi in piazza e spettacoli musicali vari.
Durante l'ultima domenica di Settembre si svolge la festa dell'Addolorata. La processione segue le piccole stradine di Prunella e si conclude verso sera, quando la piazza dell'Addolorata, a Prunella Media, è piena di gente del paese che aspetta l'arrivo della vara della Madonna Addolorata in chiesa.
Durante i vari festeggiamenti che si svolgono durante l'anno, è usanza tipica della sola frazione di Prunella, fare il Ballu du Camiddhu (Ballo del Cammello): una struttura realizzata in canna di palude, originariamente con la forma di un cammello e successivamente con la forma di un asino (in dialetto: sceccu, da cui l'altra denominazione U Ballu du Sceccu usata da altre zone del reggino che hanno importato l'usanza di tale ballo negli ultimi anni). Dalla struttura fuoriescono dei petardi e fuochi d'artificio, che vengono accesi all'inizio della danza: il camiddhu viene "ballato" lentamente a suon di tarantella da una persona che si cela dentro la struttura dell'asino e durante il ballo, i fuochi di artificio illuminano la gente che assiste allo spettacolo pirotecnico. Ad annunciare la fine del ballo è il camiddhu stesso, che dove aver esploso i petardi dalle varie parti del corpo, alla fine li esplode velocemente dalla "coda", che gira vorticosamente. Oggi la tradizione di questo appuntamento di festa collettiva è affidata ai giovani prunellesi. Il significato del Ballu du Camiddhu è l'esorcizzare e ricordare la cacciata dell'invasore turco dai territori della Calabria, dopo vari secoli di dominazione che portarono alla sottomissione e povertà delle popolazioni locali: il cammello, infatti simboleggia tale popolo e la sua "morte" tramite i fuochi pirotecnici durante il ballo, allegoricamente conferma la cacciata e quindi la sconfitta dell'invasore turco dalle terre calabre.

## Le Ninnarelle Natalizie Prunellesi
Durante il periodo pre-natalizio, dal 16 al 24 dicembre, è tradizione locale dei bambini prunellesi di passare di casa in casa durante le prime ore pomeridiane, intonando le Novene (nove giorni) o Ninnarelle natalizie: sono 9 canzoni natalizie tradizionali, molto antiche, cantate in dialetto, tramandate da diverse generazioni. Il testo di tali ninnarelle varia ogni giorno, e in generale raccontano la storia della Nascita di Gesù Bambino, ma attraverso il linguaggio e le espressioni semplici di come le canterebbe un umile pastore. Il canto è accompagnato dal suono del circu (cerchio), un telaio di legno di forma ovale o rotonda; il legno è a fascia larga, in modo da permettere di sorreggere con le mani l'intero circu. All'interno del circu è presente una o più file di campanellini (in genere, le campane usate per il pascolo delle pecore) sorretti da un filo di ferro che attraversa il telaio dello strumento. In passato il numero dei campanellini indicava lo status sociale della famiglia del bambino che li suonava. Per suonare il circu bambino scuote il telaio di legno, facendo così suonare le campane appese e sul suono delle stesse, intona la ninnarella del giorno. Solo l'ultimo giorno della novena, il 24 dicembre, il circu è adornato a festa con nastrini colorati, tutti avvolti intorno al telaio di legno. Per non perdere e dimenticare le tradizioni locali e paesane, specialmente quelle del periodo natalizio.

## L'Oro Verde: il bergamotto
Prunella produce ormai da circa 80 anni il più grande quantitativo nella zona reggina, di Oro Verde, cioè il Bergamotto: sono vaste e rigogliose distese di alberi del cosiddetto "Pero del Signore" (dal turco: beg armudi). Il succo del bergamotto viene utilizzato largamente nell'industria cosmetica mondiale e nelle essenze dei profumi più rinomati. La buccia esterna invece viene scartata dalle industrie di lavorazione del bergamotto e viene utilizzata per produrre un mangime naturale per i maiali domestici.

## Edifici e luoghi principali
- Palazzo Margiotta (Prunella Superiore)
- Chiesa di San Giovanni Battista (Prunella Superiore)
- Chiesa della Madonna Addolorata (Prunella Media)
- Ulmu (fontana d'acqua e zona di ristoro sotto gli alberi di olmo, antistante alla piazza di San Giovanni)
- Il Ponte (attraversa il torrente Tuccio e collega la frazione di Prunella alla SS.106)

- Residenza Marino (Prunella Superiore)